# Bob Scott (Cartoonist)
Bob Scott (* 1964 in Detroit) ist ein US-amerikanischer Comic-Künstler, Illustrator, Cartoonist, Storyboardkünstler und Animator.

## Leben
Bob Scott studierte am California Institute of the Arts in Los Angeles County. Nach seinem erfolgreichen Abschluss arbeitete er eine Zeit lang für Jim Davis.
Bob Scott ist verheiratet mit Vicki Scott, die ebenfalls an der California Institute of the Arts studierte.
Ihre Tochter Lila schreibt Drehbücher u. a. für Trolljäger, 3 von oben, Unicorn Academy und seit 2021 für die 2D-animierte Fernsehserie zu Polly Pocket. Zu der Produktlinie Lego Hidden Side von Lego erschienen im Jahr 2020 21 animierte Kurzfilme, die auf YouTube veröffentlicht wurden. Die Serie wurde von Lila Scott geschrieben.

## Animation
Zu Bob Scotts frühen Arbeiten gehörten Charakterdesign und Animation für einige Garfield-Filme. Für die Fernsehadaption (1988) von Garfield: His 9 Lives, die aus zehn Einzelsegmenten bestand, führte er für die Einzelepisode Court Musician Regie, machte das Design und die Animation.
Seitdem sind seine Arbeiten in zahlreichen animierten Spielfilmen zu sehen, darunter Der Prinz von Ägypten (1998) und Die Pinguine aus Madagascar (2014), beide von DreamWorks Animation.
Für Pixar arbeitete er u. a. an Die Unglaublichen – The Incredibles (2004), Ratatouille (2007), WALL·E – Der Letzte räumt die Erde auf (2008) und "Toy Story 3" (2010). Er war 2D-Animations-Supervisor bei dem mit dem Annie Award ausgezeichneten Pixar-Kurzfilm Your Friend the Rat (2007) und Teil der kleinen Animationscrew für den Oscar-nominierten Film Day & Night.
Im Jahr 2024 war er u. a. zusammen mit seiner Frau Vicki Scott für die computeranimierte Filmkomödie Garfield – Eine extra Portion Abenteuer als Storyboarder verantwortlich.
In den Filmen Die Monster AG (2001), Die Unglaublichen – The Incredibles (2004), Cars (2006) und Oben (2009) übernahm er kleinere Synchronisationsrollen (voice acting).

## Comics
Nach seinem Abschluss an der CalArts halfen er und sein Freund Brett Koth Jim Davis beim Zeichnen des Zeitungsstrips U.S. Acres. Vicki Scott tuschte die Streifen. Im Jahr 1989 zeichnete er für kurze Zeit den Zeitungsstrip Bugs Bunny. Für das Imprint KaBOOM! von BOOM! Studios zeichnete und schrieb er zusammen mit seiner Frau Vicki ab 2009 einige Storys der Comicserie Peanuts, die anfangs auf Deutsch bei Cross Cult erschien, mittlerweile im Carlsen Verlag. Die Serie in den USA erscheint bei der Verlagsgruppe Simon & Schuster.
Seit dem 19. Januar 2009 erscheint täglich sein Webcomic Molly and the Bear.
Einige der Daily strips und Sunday strips erschienen in zwei Büchern:
- Molly and the Bear. (2016)
- Bear With Me: (It’s Been a Rough Day). (2022) .[8]

Im August 2024 erschien die Graphic Novel Molly and the Bear - An Unlikely Pair, gezeichnet und geschrieben von Bob und Vicki Scott. Die Geschichten handeln von einer ungewöhnlichen Freundschaft zwischen dem kleinen Mädchen Molly und ihrem Bärenfreund. Die elfjährige Molly stößt auf alle möglichen Schwierigkeiten eines normalen Teenagers, der in der modernen Welt aufwächst. Hilfe und Trost findet sie bei dem Bären, der einfach nur „Bär“ genannt wird. Gemeinsam bestehen sie die Herausforderungen des Lebens.